# Verità supposte
Albums de Caparezza
?!
(2000) Habemus Capa
(2006)
Singles
1. Follie preferenziali
Sortie : 12 mars 2003
2. Il secondo secondo me
Sortie : 22 mai 2003
3. Fuori dal tunnel
Sortie : 16 octobre 2003
4. Vengo dalla Luna
Sortie : 6 mai 2004
5. Giuda me
Sortie : 2004
6. Jodellavitanonhocapitouncazzo
Sortie : 2004

Verità supposte (prononcé : [ve.ri.ˈta sup.ˈpɔ.ste], littéralement : « Vérités supposées » ; le titre contient aussi un double sens, étant donné que « supposte » signifie aussi « suppositoires ») est le deuxième album studio du rappeur italien CapaRezza, publié le 13 juin 2003 par le label Extra et Label. L'album a connu un succès considérable auprès du public, notamment grâce au troisième single Fuori dal tunnel, ce qui a permis au disque de rester dans les classements musicaux pendant une trentaine de semaines, vendant environ 130 000 exemplaires en Italie. Verità supposte est également présent dans le classement de Rolling Stone Italia des 100 plus beaux disques italiens de tous les temps à la position 28.

## Description
Les quatorze titres qui composent l'album se caractérisent par un style de composition et une relation qualitative entre le raffinement lyrique et les rimes. Les thèmes abordés sont variés et vont de la relation de l'artiste avec la réalité sociale italienne, y compris celle de sa patrie (Giuda me) et avec la réalité musicale (La legge dell'ortica), au racisme (Vengo dalla Luna), à la dénonciation des programmes « poubelle » à la télévision (L'età dei figuranti) et à la critique virulente de toutes les guerres (Follie preferenziali). Les titres plus personnels ne manquent cependant pas, comme Limiti, Il secondo secondo me et Jodellavitanonhocapitouncazzo.
D'un point de vue musical, cependant, Verità supposte présente diverses expérimentations sonores qui s'écartent du hip-hop, allant du nu metal de Dualismi (un morceau inspiré par le poème du même nom d'Arrigo Boito)  au tango de Stango e sbronzo en passant par l'electronica de Vengo dalla Luna et les claquettes dans le final de Fuori dal tunnel.
L'album contient également la chanson Nel paese dei balordi, dont la première version a été enregistrée en 1998 pour la démo Ricomincio da Capa.

## Liste des titres
Toutes les chansons sont écrites et composées par Michele Salvemini.
| No  | Titre                         | Notes | Durée |
| --- | ----------------------------- | --- | ----- |
| 1.  | Il secondo secondo me         | Traduction : « Le deuxième selon moi ». | 4:14  |
| 2.  | Nessuna razza                 | Traduction : « Aucune race ». | 4:14  |
| 3.  | La legge dell'ortica          | Traduction : « La loi de l'ortie ». | 3:50  |
| 4.  | Stango e sbronzo              | Traduction : « Fatigué et bourré ». Normalement le mot correct est « stanco », mais le c a été remplacé avec le g pour faire un jeu de mots avec le tango. | 3:45  |
| 5.  | Limiti                        | Traduction : « Limites ». | 4:37  |
| 6.  | Vengo dalla Luna              | Traduction : « Je viens de la Lune ». | 4:13  |
| 7.  | Dagli all'untore              | | 3:55  |
| 8.  | Fuori dal tunnel              | Également nommé Fuori dal tunnel (del divertimento). Traduction : « Hors du tunnel (de l'amusement) ».                                                     | 5:10  |
| 9.  | Giuda me                      | Traduction : « Judas moi », le titre est un calembour de « giù da me » (littéralement : « en dessous de chez moi »).                                       | 3:28  |
| 10. | Nel Paese dei balordi         | Traduction : « Au pays des fous ». Démo d'origine : Ricomincio da Capa.                                                                                    | 3:51  |
| 11. | L'età dei figuranti           | Traduction : « L'ère des figurants ». | 3:49  |
| 12. | Follie preferenziali          | Traduction : « Folies préférentielles ». | 4:10  |
| 13. | Dualismi                      | Traduction : « Dualismes ». | 3:47  |
| 14. | Jodellavitanonhocapitouncazzo | Traduction : « Je n'ai fichtrement rien compris à la vie ». Le titre contient un calembours avec le mot jodel.                                             | 4:05  |
| 15. | La sindrome di Lorena         | Traduction : « Le syndrome de Lorraine ». Piste multimédia en bonus.                                                                                       | 3:45  |

## Crédits
- CapaRezza : Chant, bases, synthétiseur Korg Triton, échantillonneur, piano électrique Fender Rhodes (dans Il secondo secondo me), effets sonores (dans Il secondo secondo me et L'età dei figuranti), piano électrique Wurlitzer (dans Nessuna razza), mélodica (dans La legge dell'ortica et Limiti), chorales (dans La legge dell'ortica, Limiti et L'età dei figuranti), piano jouet et boîtier de modification sonore Kaoss Pad (dans Fuori dal tunnel), battement des mains (dans L'età dei figuranti) et air FX (dans Jodellavitanonhocapitouncazzo).
- Giovanni Astorino : violoncelle (dans Il secondo secondo me et Dagli all'untore), basse (dans Nessuna razza, La legge dell'ortica, Limiti, Vengo dalla Luna et Follie preferenziali), chorales (dans La legge dell'ortica, Limiti et L'età dei figuranti), charleston (dans Stango e sbronzo) et battement des mains (dans L'età dei figuranti).
- Alfredo Ferrero : guitare, chorales (dans La legge dell'ortica, Limiti et L'età dei figuranti) et battement des mains (dans L'età dei figuranti).
- Rino Corrieri : batterie (dans Nessuna razza, La legge dell'ortica, Limiti, Vengo dalla Luna, Dagli all'untore, Follie preferenziali et Dualismi), chorales (dans La legge dell'ortica, Limiti et L'età dei figuranti), caisse claire (Fuori dal tunnel) et battement des mains (dans L'età dei figuranti).
- Carlo Ubaldo Rossi : guitare acoustique (dans Nessuna razza), flûte à bec (dans La legge dell'ortica), valiha (dans Giuda me), basse (dans Dualismi), production, arrangement et mixage audio.
- Gaetano Camporeale : effets sonores (dans Nessuna razza) et synthétiseur Korg Triton (dans Giuda me).
- Roberta Ghezzi : voix supplémentaire (dans La legge dell'ortica).
- Diegone (Medusa) : voix supplémentaire (dans Vengo dalla Luna).
- Giovanni Testini : saxophone baryton (dans Fuori dal tunnel).
- Pasquale Turturro : trompette (dans Fuori dal tunnel).
- Rino Colamaria : trombone (dans Fuori dal tunnel).
- Jamba One : voix de la présentatrice (dans L'età dei figuranti).
- Kojay Gutzemberg : yodel (dans Jodellavitanonhocapitouncazzo).
- Antonio Baglio : mastérisation.

## Classements et certifications

### Classements
| Classement (2004) | Meilleure position |
| ----------------- | ------------------ |
| Italie (FIMI)     | 5                  |

### Certifications
| Année | Ventes  | Certification |
| ----- | ------- | ------------- |
| 2003  | 130 000 | Platine       |